# Pertusaria carneopallida
Pertusaria carneopallida är en lavart som först beskrevs av William Nylander och fick sitt nu gällande namn av Martino Anzi och William Nylander. 
Pertusaria carneopallida ingår i släktet Pertusaria och familjen Pertusariaceae. Arten är reproducerande i Sverige.